# Чернавка (приток Катки)
Чернавка — река в России, протекает в Мышкинском районе Ярославской области; левый приток реки Катка.
Сельские населённые пункты около реки: Дмитриевка, Черноусово, Аристово, Коренево, Нинорово, Антеплево; напротив устья — Малое Поповичево.